# Bastnasita

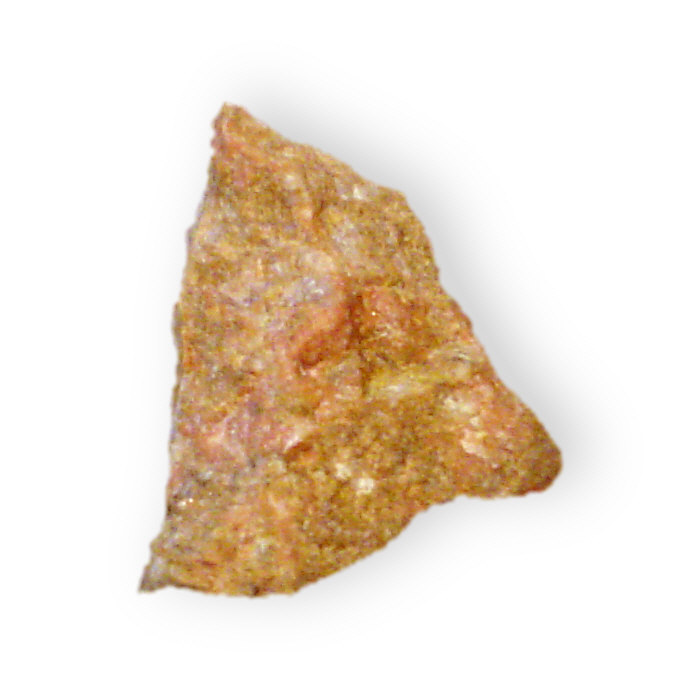
Bastnasita.

A Bastnasita (do sueco Bastnas) é o mineral mais comuns das terras-raras, sendo transparente e de cor amarelada ou marrom. 
Este mineral é uma combinaçao de fluoretos e carbonatos dos elementos Cério, Lantânio e Ítrio. 
A Bastnasita-(Ce) apresenta a fórmula (Ce, La)CO3F, a Bastnasita-(La) apresenta fórmula (La, Ce)CO3F e a Bastnasita-(Y), com fórmula (Y, Ce)CO3F. Este mineral ocorre em pegmatitos de granitos alcalinos e depósitos metassomáticos. A dureza da Bastnasita varia entre 4 e 4,5.